# Fontaine-l'Étalon
Fontaine-l'Étalon is een gemeente in het Franse departement Pas-de-Calais (regio Hauts-de-France) en telt 120 inwoners (2005). De plaats maakt deel uit van het arrondissement Arras.

## Geografie
De oppervlakte van Fontaine-l'Étalon bedraagt 4,0 km², de bevolkingsdichtheid is 30,0 inwoners per km².
De onderstaande kaart toont de ligging van Fontaine-l'Étalon met de belangrijkste infrastructuur en aangrenzende gemeenten.

## Demografie
Onderstaande figuur toont het verloop van het inwonertal (bron: INSEE-tellingen).